# فروست بانك 2
فروست بانك 2 هي لعبة فيديو قادمة لبناء المدن والبقاء على قيد الحياة من تطوير ونشر استديو 11 بت. تدور احداثها بعد 30 عامًا من الجزء الاول من اللعبة، حيث يتولى اللاعبون دور قائد في تاريخ بديل في بداية القرن العشرين لبناء وإدارة مدينة خلال شتاء بركاني عالمي كارثي تقريبًا دمر الحضارة البشرية بأكملها بينما يقومون بالاختيارات الأخلاقية والسياسية المثيرة للجدل لضمان بقائها. من المقرر إطلاق اللعبة لأجهزة الكمبيوتر بنظام Windows و PlayStation 5 و Xbox Series X و Series S في 25 يوليو 2024.

## روابط خارجية
- الموقع الرسمي